# Wozu wollen Sie das wissen?

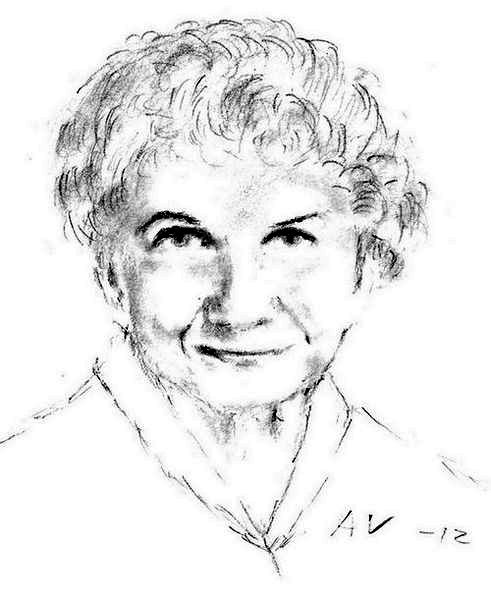
Alice Munro, Nobelpreis für Literatur 2013

Wozu wollen Sie das wissen? Elf Erzählungen (im Original The View from Castle Rock, 2006) ist eine Sammlung von Kurzgeschichten der kanadischen Autorin Alice Munro. Sie stehen in einem inneren Zusammenhang. In den Geschichten wird aus der Kindheit und Jugend der Autorin in Kanada erzählt und der Bogen zurückgeschlagen zu ihren schottischen Vorfahren (ein entfernter Verwandter ist der Dichter James Hogg). 
Bei S. Fischer in Frankfurt am Main erschien 2008 eine deutschsprachige Übersetzung von Heidi Zerning. Im November 2008 stand die Sammlung auf Platz 1 der SWR-Bestenliste. Diese Ausgabe hat einen Umfang von 380 Seiten.

## Enthaltene Werke
- Vorwort (Foreword) S. 9
- Erster Teil • Ohne Vorzüge (Part One / No Advantages)
  - Ohne Vorzüge (No Advantages), S. 15
  - Die Aussicht vom Burgfelsen (The View from Castle Rock), S. 40
  - Illinois (Illinois), S. 104
  - Die Wildnis des Landkreises Morris (The Wilds of Morris Township), S. 128
  - Von der Hände Arbeit leben (Working for a Living), S. 145
- Zweiter Teil • Daheim (Part Two / Home)
  - Väter (Fathers), S. 195
  - Unterm Apfelbaum liegen (Lying Under the Apple Tree), S. 221
  - Aushilfe (Hired Girl), S. 253
  - Die Schiene (The Ticket), S. 283
  - Daheim (Home), S. 314
  - Wozu wollen Sie das wissen? (What Do You Want to Know For?), S. 347
- Nachwort (Epilogue)
  - Botschaften (Messenger), S. 375